# Стилгар
Стилгар (на английски: Stilgar) е литературен герой, който се появява във вселената на Дюн, създадена от Франк Хърбърт. Той е главен герой във фантастичните романи Дюн, Месията на Дюн и Децата на Дюн.
 Внимание:  Текстът по-долу разкрива сюжета на произведението (или части от него)!
Стилгар среща Пол Атреидски (Муад'Диб) в романа Дюн, където спасява живота му, тъй като има пророчество, според което се предполага, че Пол е месия. В края на романа Дюн, той и другите свободни хора го смятат за законен император. Във втория (Месията на Дюн) и третия (Децата на Дюн) роман, Стилгар е помощник и поддръжник на Пол и децата му, Лито II и Ганима.